# Raio Piiroja
Raio Piiroja, född 11 juli 1979 i Pärnu, är en estländsk före detta fotbollsspelare. Under sin karriär spelade han främst för norska Fredrikstad FK där han 2006 vann norska cupen. Han spelade även 114 landskamper för Estlands landslag, och blev utsedd till Estlands bästa fotbollsspelare 2002, 2006, 2007, 2008 och 2009.

## Karriär
Raio Piiroja startade sin karriär i Pärnu, där han gjorde sin debut som 16-åring. I hans andra match för klubben gjorde han sitt första mål och blev därmed den yngsta målskytten i Meistriliigas historia då han bara var 16 år och 15 dagar.
1996 gick Piiroja till Lelle, en klubb med nära samarbete till storklubben Flora Tallinn. 1999 blev han en Floraspelare och vann under fem säsonger ligan två gånger. 2002 blev han också utsedd till årets spelare i Estland för första gången.
Efter att ha blivit utlånad till Vålerenga så skrev Piiroja på för Fredrikstad FK i augusti 2004. I november 2006 gjorde han två mål i finalen av norska cupen som Fredrikstad vann med 3-0 mot Sandefjord. 2009 åkte Fredrikstad ur Tippeligan, men återvände året efter via kvalspel, där Piiroja gjorde mål i båda kvalmatcherna mot Hønefoss BK som Fredrikstad vann med totalt 8-1.
Raio Piiroja spelade även för nederländska Vitesse och kinesiska Chengdu Blades innan han avslutade karriären.

## Meriter
Flora Tallinn
- Meistriliiga: 2001, 2002
- Estländska supercupen: 2002

Fredrikstad FK
- Norska cupen: 2006

Individuellt
- Årets spelare i Estland: 2002, 2006, 2007, 2008, 2009